# 锡兰唇鳞藓
锡兰唇鳞藓（学名：Cheilolejeunea ceylanica）为细鳞藓科唇鳞藓属下的一个种。